# Ōshio Heihachirō
Ōshio Heihachirō (大塩 平八郎, Ōshio Heihachirō, Ōsaka, 1793-1837) est un samouraï qui prit la tête d'une révolte paysanne contre le pouvoir shogunal.

## Biographie
Samouraï de rang assez bas, il devient yoriki (membre de la police shogunale) à Ōsaka à l'âge de 13 ans. Plus tard, attiré par les thèses confucianistes du chinois Wang Yangming, il devient enseignant et ouvre à son domicile une école destinée aux enfants des classes militaires et marchandes.
Une succession de mauvaises récoltes à partir de 1830 entraîne la grande famine Tenpō. En guise de protestation, il démissionne de son poste de yoriki, puis vend ses 50 000 livres et reverse les bénéfices aux pauvres pour les aider à se nourrir.
Cela ne suffisant pas, il mène le 19 février 1837 une émeute visant les magasins des marchands de riz d'Osaka, dont les stocks sont rapidement distribués à la population. Cependant, lors de l'attaque, des incendies détruisent un cinquième de la ville.
La révolte, connue sous les noms de « rébellion d'Osaka » ou d'« émeute du riz » (Tempō jiken), est durement réprimée par le gouvernement et Heihachirō, après avoir été poursuivi pendant quarante jours, finit par se faire seppuku plutôt que d'être capturé. Sa tombe est aujourd'hui toujours visible à Ōsaka.